# (4197) Morpheus
(4197) Morpheus – planetoida z grupy Apollo należąca do obiektów NEO, okrążająca Słońce w ciągu 3 lat i 179 dni w średniej odległości 1,06 j.a. Została odkryta 11 października 1982 roku w Obserwatorium Palomar przez Eleanor Helin i Eugene’a Shoemakera. Dana planetoida w swoim ruchu orbitalnym przecina orbity Marsa, Ziemi i Wenus. Jej nazwa nawiązuje do mitologicznego bóstwa marzeń sennych, Morfeusza. Przed jej nadaniem planetoida nosiła oznaczenie tymczasowe (4197) 1982 TA.